# خاویر والدز کاردیناس
خاویر والدِز کاردیناس (انگلیسی: Javier Valdez Cárdenas; ۱۴ آوریل ۱۹۶۷ – ۱۵ مهٔ ۲۰۱۷) روزنامه‌نگار و مؤلف اهل مکزیک بود. او خبرنگار مشهور مکزیکی و بنیان‌گذار ریودوس، یک روزنامه در ایالت سینالوآ بود که به خاطر نوشته‌هایش در قاچاق مواد مخدر و جرایم سازمان یافته در جنگ مواد مخدر در مکزیک چندین جایزه بین‌المللی دریافت کرد.

## زندگی و حرفه

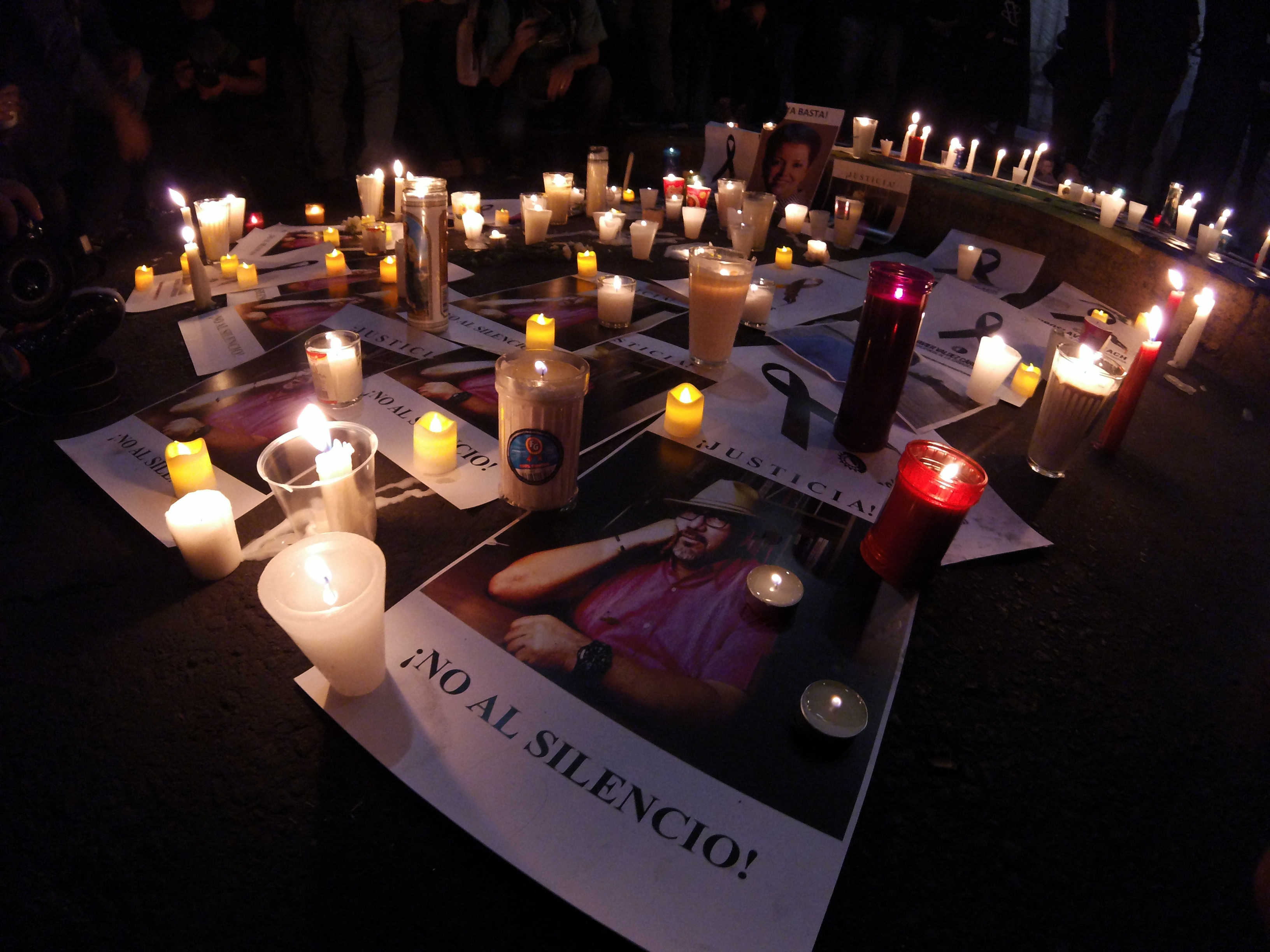
خاویر والدز کاردیناس

خاویر والدز کاردناس در ۱۴ آوریل سال ۱۹۶۷ در کولیاچان در سینالوآ، مکزیک متولد شد. او از دانشگاه محلی سینالوآ با تحصیل در رشته جامعه‌شناسی فارغ‌التحصیل شد.
در اوایل سال۱۹۹۰، والدز کاردناس به عنوان گزارشگر با همکاری تلویزیون ملی کانال ۳ در کولیاچان کار کرده‌است. مدتی بعد در سال ۱۹۹۸ به عنوان یک خبرنگار برای روزنامه مکزیکو سیتی به نام لاجورنادا کار کرد.
والدز یکی از خبرنگاران قدیمی مکزیک محسوب می‌شد که قاچاق مواد مخدر و جرایم سازمان یافته را در مکزیک پوشش می‌داد.

## جوایز
در سال ۲۰۱۱ والدِز کاردیناس از طرف مؤسسه بین‌المللی اهدای جوایز آزادی مطبوعات جایزه گرفت. این مؤسسه مربوط به کمیته حمایت از روزنامه‌نگاران (CPJ) می‌باشد که یک به رسمیت شناختن سالانه خبرنگاری شجاعانه می‌باشد.
والدِز در سخنرانی معرفی خود، خشونت قاچاق مواد مخدر را یک تراژدی خواند که ما را شرمنده می‌کند، سرزنش شهروندان مکزیک بخاطر دادن کشته در این جنگ مواد مخدر و سرزنش دولت آمریکا و مکزیک بخاطر دادن سلاح‌ها در این جنگ ازجمله سخنان او در این سخنرانی بود.

## مرگ
در ۱۵ ماه مه سال ۲۰۱۷، والدز کاردناس در نزدیکی دفتر روزنامه اش در ایالت سینالوآ در کولیاچان مرکز این ایالت توسط افراد مسلح ناشناس هدف گلوله قرار گرفت و به علت شدت جراحات وارده کشته شد. او ۵۰ ساله بود.
خبر کشته شدن والدز را روزنامه ریو دوس که وی در آن فعالیت داشت، در سایت اینترنتی خود تأیید کرد.

## قتل روزنامه‌نگاران در مکزیک
مکزیک یکی از خطرناک‌ترین و نا امن‌ترین کشورهای جهان برای روزنامه‌نگاران است به‌خصوص برای روزنامه‌نگارانی که روی مافیای مواد مخدر کار می‌کنند و اخبار آن را پوشش می‌دهند.
بنابر گزارش مؤسسه بین‌المللی مطالعات استراتژیک لندن، در سال ۲۰۱۶ مکزیک پس از سوریه، دومین کشور از نظر شمار زیاد موارد قتل و کشتار شناخته شده‌است و قاچاق مواد مخدر اصلی‌ترین علت این قتل‌ها می‌باشد.
با به قتل رسیدن خاویر والدز، شمار روزنامه‌نگارانی که در سال ۲۰۱۷ میلادی در مکزیک کشته شده‌اند به ۵ نفر رسید. همچنین او دومین روزنامه‌نگار مشهور مکزیکی است که در چند سال اخیر کشته می‌شود، پیش از والدز در سال ۲۰۱۲ جسد رجینا مارتینز پرز به صورت حلق آویز شده در خانه‌اش پیدا شده بود.